# Tenorio
Tenorio – stratowulkan w Kostaryce znajdujący się we wschodniej części pasma górskiego Cordillera de Guanacaste, w prowincji Guanacaste. 
Wulkan Tenorio wznosi się na 1916 m n.p.m. i złożony jest z czterech szczytów wulkanicznych z dwoma kraterami. Drugi krater nazywany jest Wulkanem Montezuma. Na zboczach góry rosną lasy deszczowe i lasy mgliste, a z nich bierze początek kilka rzek (Tenorio, Tenorito, Martirio) tworzących liczne wodospady. W 1995 roku wulkan został wcielony do terytorium zajmowanego przez Park Narodowy Wulkanu Tenorio.